# Patty Fendick
Patty Fendick (Sacramento, 31 maart 1965) is een voormalig tennisspeelster uit de Verenigde Staten van Amerika. Zij speelt rechtshandig en heeft een enkelhandige backhand. Zij was actief in het WTA-tennis van 1982 tot en met 1995.

## Loopbaan

### Enkelspel
Fendick debuteerde in 1982 op het WTA-toernooi van Tampa (VS). Zij stond in 1984 voor het eerst in een finale, op het ITF-toernooi van Fayetteville (VS) – zij verloor van landgenote Kate Gompert. Zij won geen ITF-titels in het enkelspel.
Zij stond in 1988 voor het eerst in een WTA-finale, op het toernooi van Auckland – hier veroverde zij haar eerste titel, door de Britse Sara Gomer te verslaan. In totaal won zij drie WTA-titels, de laatste in 1989 (weer in Auckland).
Haar beste resultaat op de grandslamtoernooien is het bereiken van de kwartfinale, op de Australian Open 1990 – zij versloeg onder meer Jana Novotná (in de derde ronde), maar moest ten slotte haar meerdere erkennen in de als eerste geplaatste titelverdedigster Steffi Graf. Haar hoogste notering op de WTA-ranglijst is de negentiende plaats, die zij bereikte in maart 1989.

### Dubbelspel
Fendick behaalde in het dubbelspel betere resultaten dan in het enkelspel. Zij debuteerde in 1983 op het WTA-toernooi van Perugia (Italië) samen met landgenote Jenny Klitch. Zij stond in 1984 voor het eerst in een finale, op het ITF-toernooi van Detroit (VS), samen met landgenote Linda Howell – hier veroverde zij haar eerste titel, door het duo Rebecca Bryant en Belinda Cordwell te verslaan. In totaal won zij twee ITF-titels, de andere in 1993 in Midland (VS), met landgenote Meredith McGrath aan haar zijde.
Fendick stond in 1988 voor het eerst in een WTA-finale, op het toernooi van Auckland, samen met de Canadese Jill Hetherington – hier veroverde zij haar eerste titel, door de Amerikaanse zussen Cammy en Cynthia MacGregor te verslaan. In totaal won zij 25 WTA-titels, de laatste in 1994 in Leipzig, samen met landgenote Meredith McGrath.
Haar beste resultaat op de grandslamtoernooien is het winnen van de titel op de Australian Open in 1991. Haar hoogste notering op de WTA-ranglijst is de vierde plaats, die zij bereikte in juli 1989.

### Tennis in teamverband
Fendick nam deel aan het Amerikaanse Fed Cup-team in 1988 en 1990 – zij won haar dubbelspelpartijen.
In 1988 en 1989 vertegenwoordigde zij de Verenigde Staten bij de Wightman Cup – zij won zowel haar enkel- als haar dubbelspelpartij.

## Posities op deWTA-ranglijst
Positie per einde seizoen:
| jaar | rang enkelspel | rang dubbelspel |
| ---- | -------------- | --------------- |
| 1983 | 138            | –               |
| 1984 | 120            | –               |
| 1985 | 83             | –               |
| 1986 | 95             | 31              |
| 1987 | 79             | 71              |
| 1988 | 22             | 18              |
| 1989 | 31             | 15              |
| 1990 | 42             | 11              |
| 1991 | 55             | 10              |
| 1992 | 43             | 16              |
| 1993 | 27             | 14              |
| 1994 | 51             | 7               |
| 1995 | 58             | 19              |

## Palmares
| Legenda                |
| ---------------------- |
| Grandslamtoernooi      |
| Olympische Spelen      |
| Year-End Championships |
| Tier I                 |
| Tier II                |
| Tier III               |
| Tier IV & V            |

### WTA-finaleplaatsen enkelspel
| nr.              | finale     | toernooi          | ondergrond    | tegenstandster        | score         |
| ---------------- | ---------- | ----------------- | ------------- | --------------------- | ------------- |
| gewonnen finales |            |                   |               |                       |               |
| 1.               | 1988-01-31 | WTA Auckland      | hardcourt     | Sara Gomer            | 6-3, 7-6      |
| 2.               | 1988-04-17 | WTA Japan (Tokio) | hardcourt     | Stephanie Rehe        | 6-3, 7-5      |
| 3.               | 1989-02-05 | WTA Auckland      | hardcourt     | Belinda Cordwell      | 6-2, 6-0      |
| verloren finales |            |                   |               |                       |               |
| 1.               | 1993-02-21 | WTA Oklahoma      | hardcourt (i) | Zina Garrison-Jackson | 2-6, 2-6      |
| 2.               | 1994-04-17 | WTA Pattaya       | hardcourt     | Sabine Appelmans      | 7-6, 6-7, 2-6 |

### WTA-finaleplaatsen vrouwendubbelspel
| nr.              | finale     | toernooi         | ondergrond    | partner                   | tegenstandsters                        | score         |
| ---------------- | ---------- | ---------------- | ------------- | ------------------------- | -------------------------------------- | ------------- |
| gewonnen finales |            |                  |               |                           |                                        |               |
| 1.               | 1988-01-31 | WTA Auckland     | hardcourt     | Jill Hetherington         | Cammy MacGregor Cynthia MacGregor      | 6-2, 6-1      |
| 2.               | 1988-02-07 | WTA Wellington   | hardcourt     | Jill Hetherington         | Belinda Cordwell Julie Richardson      | 6-3, 6-3      |
| 3.               | 1988-04-24 | WTA Taipei       | tapijt (i)    | Ann Henricksson           | Belinda Cordwell Julie Richardson      | 6-2, 2-6, 6-2 |
| 4.               | 1988-08-07 | WTA San Diego    | hardcourt     | Jill Hetherington         | Betsy Nagelsen Dianne Van Rensburg     | 7-6, 6-4      |
| 5.               | 1988-08-14 | WTA Los Angeles  | hardcourt     | Jill Hetherington         | Gigi Fernández Robin White             | 7-6, 5-7, 6-4 |
| 6.               | 1988-10-16 | WTA San Juan     | hardcourt     | Jill Hetherington         | Gigi Fernández Robin White             | 6-4, 6-2      |
| 7.               | 1989-02-05 | WTA Auckland     | hardcourt     | Jill Hetherington         | Elizabeth Smylie Janine Tremelling     | 6-4, 6-4      |
| 8.               | 1989-02-26 | WTA Oakland      | hardcourt (i) | Jill Hetherington         | Larisa Savtsjenko Natallja Zverava     | 7-5, 3-6, 6-2 |
| 9.               | 1990-08-12 | WTA San Diego    | hardcourt     | Zina Garrison-Jackson     | Elise Burgin Rosalyn Fairbank-Nideffer | 6-4, 7-6      |
| 10.              | 1990-11-11 | WTA Indianapolis | hardcourt (i) | Meredith McGrath          | Katrina Adams Jill Hetherington        | 6-1, 6-1      |
| 11.              | 1991-01-27 | Australian Open  | hardcourt     | Mary Joe Fernandez        | Gigi Fernández Jana Novotná            | 7-6, 6-1      |
| 12.              | 1991-02-03 | WTA Auckland     | hardcourt     | Larisa Savtsjenko-Neiland | Jo-Anne Faull Julie Richardson         | 6-3, 6-3      |
| 13.              | 1991-03-31 | WTA San Antonio  | hardcourt     | Monica Seles              | Jill Hetherington Kathy Rinaldi        | 7-6, 6-2      |
| 14.              | 1991-11-10 | WTA Oakland      | tapijt (i)    | Gigi Fernández            | Martina Navrátilová Pam Shriver        | 6-4, 7-5      |
| 15.              | 1991-11-16 | WTA Indianapolis | hardcourt (i) | Gigi Fernández            | Katrina Adams Mercedes Paz             | 6-4, 6-2      |
| 16.              | 1992-04-19 | WTA Houston      | gravel        | Gigi Fernández            | Jill Hetherington Kathy Rinaldi        | 7-5, 6-4      |
| 17.              | 1992-05-24 | WTA Straatsburg  | gravel        | Andrea Strnadová          | Lori McNeil Mercedes Paz               | 6-3, 6-4      |
| 18.              | 1993-02-21 | WTA Oklahoma     | hardcourt (i) | Zina Garrison-Jackson     | Katrina Adams Manon Bollegraf          | 6-3, 6-2      |
| 19.              | 1993-04-25 | WTA Kuala Lumpur | hardcourt (i) | Meredith McGrath          | Nicole Arendt Kristine Radford         | 6-4, 7-6      |
| 20.              | 1993-11-07 | WTA Oakland      | tapijt (i)    | Meredith McGrath          | Amanda Coetzer Inés Gorrochategui      | 6-2, 6-0      |
| 21.              | 1994-01-16 | WTA Sydney       | hardcourt     | Meredith McGrath          | Jana Novotná Arantxa Sánchez           | 6-2, 6-3      |
| 22.              | 1994-02-20 | WTA Oklahoma     | hardcourt (i) | Meredith McGrath          | Katrina Adams Manon Bollegraf          | 7-6, 6-2      |
| 23.              | 1994-04-17 | WTA Pattaya      | hardcourt     | Meredith McGrath          | Yayuk Basuki Nana Miyagi               | 7-6, 3-6, 6-3 |
| 24.              | 1994-04-24 | WTA Singapore    | hardcourt     | Meredith McGrath          | Nicole Arendt Kristine Radford         | 6-4, 6-1      |
| 25.              | 1994-10-02 | WTA Leipzig      | tapijt (i)    | Meredith McGrath          | Manon Bollegraf Larisa Neiland         | 6-4, 6-4      |
| verloren finales |            |                  |               |                           |                                        |               |
| 1.               | 1988-07-31 | WTA Aptos        | hardcourt     | Jill Hetherington         | Lise Gregory Ronni Reis                | 3-6, 4-6      |
| 2.               | 1988-09-11 | US Open          | hardcourt     | Jill Hetherington         | Gigi Fernández Robin White             | 4-6, 1-6      |
| 3.               | 1989-01-08 | WTA Brisbane     | hardcourt     | Jill Hetherington         | Jana Novotná Helena Suková             | 7-6, 1-6, 2-6 |
| 4.               | 1989-01-29 | Australian Open  | hardcourt     | Jill Hetherington         | Martina Navrátilová Pam Shriver        | 6-3, 3-6, 2-6 |
| 5.               | 1989-03-05 | WTA San Antonio  | hardcourt     | Jill Hetherington         | Katrina Adams Pam Shriver              | 6-3, 1-6, 4-6 |
| 6.               | 1990-01-28 | Australian Open  | hardcourt     | Mary Joe Fernandez        | Jana Novotná Helena Suková             | 6-7, 6-7      |
| 7.               | 1990-06-24 | WTA Eastbourne   | gras          | Zina Garrison-Jackson     | Larisa Neiland Natallja Zverava        | 4-6, 3-6      |
| 8.               | 1990-07-22 | WTA Newport (VS) | gras          | Anne Smith                | Lise Gregory Gretchen Magers           | 6-7, 1-6      |
| 9.               | 1991-01-06 | WTA Brisbane     | hardcourt     | Helena Suková             | Gigi Fernández Jana Novotná            | 3-6, 1-6      |
| 10.              | 1991-02-17 | WTA Aurora       | hardcourt (i) | Lori McNeil               | Lise Gregory Gretchen Magers           | 4-6, 4-6      |
| 11.              | 1991-04-21 | WTA Houston      | gravel        | Mary Joe Fernandez        | Jill Hetherington Kathy Rinaldi        | 1-6, 6-2, 1-6 |
| 12.              | 1992-03-29 | WTA San Antonio  | hardcourt     | Andrea Strnadová          | Martina Navrátilová Pam Shriver        | 6-3, 2-6, 6-7 |
| 13.              | 1992-10-04 | WTA Leipzig      | tapijt (i)    | Andrea Strnadová          | Jana Novotná Larisa Savtsjenko         | 5-7, 6-7      |
| 14.              | 1993-04-18 | WTA Pattaya      | hardcourt     | Meredith McGrath          | Cammy MacGregor Catherine Suire        | 3-6, 6-7      |
| 15.              | 1993-10-17 | WTA Filderstadt  | hardcourt (i) | Martina Navrátilová       | Gigi Fernández Natallja Zverava        | 6-7, 4-6      |
| 16.              | 1994-01-30 | Australian Open  | hardcourt     | Meredith McGrath          | Gigi Fernández Natallja Zverava        | 3-6, 6-4, 4-6 |
| 17.              | 1994-03-20 | WTA Miami        | hardcourt     | Meredith McGrath          | Gigi Fernández Natallja Zverava        | 3-6, 1-6      |
| 18.              | 1994-10-09 | WTA Zürich       | tapijt (i)    | Meredith McGrath          | Manon Bollegraf Martina Navrátilová    | 6-7, 1-6      |
| 19.              | 1995-01-15 | WTA Sydney       | hardcourt     | Mary Joe Fernandez        | Lindsay Davenport Jana Novotná         | 5-7, 6-2, 4-6 |

## Resultaten grandslamtoernooien
| Legenda | Legenda                          |
| ------- | -------------------------------- |
| g.t.    | geen toernooi gehouden           |
| l.c.    | lagere categorie                 |
| –       | niet deelgenomen                 |
| G       | uitgeschakeld in de groepsfase   |
| 1R      | uitgeschakeld in de eerste ronde |
| 2R      | uitgeschakeld in de tweede ronde |
| 3R      | uitgeschakeld in de derde ronde  |
| 4R      | uitgeschakeld in de vierde ronde |
| KF      | uitgeschakeld in de kwartfinale  |
| HF      | uitgeschakeld in de halve finale |
| F       | de finale verloren               |
| W       | het toernooi gewonnen            |
| w-v     | winst/verlies-balans             |

### Enkelspel
| Toernooi        | 1983 | 1984 | 1985 | 1986 | 1987 | 1988 | 1989 | 1990 | 1991 | 1992 | 1993 | 1994 | 1995 | w-v   |
| --------------- | ---- | ---- | ---- | ---- | ---- | ---- | ---- | ---- | ---- | ---- | ---- | ---- | ---- | ----- |
| Australian Open | –    | –    | –    | g.t. | –    | 3R   | 2R   | KF   | 1R   | 4R   | 3R   | 2R   | 2R   | 14-8  |
| Roland Garros   | 1R   | –    | –    | –    | –    | –    | –    | –    | 2R   | 1R   | 1R   | 1R   | 2R   | 2-6   |
| Wimbledon       | 1R   | –    | 3R   | 3R   | 2R   | 2R   | 4R   | 4R   | 2R   | 4R   | 3R   | 1R   | 1R   | 18-12 |
| US Open         | 1R   | 3R   | 1R   | 2R   | 2R   | 4R   | 3R   | 3R   | 3R   | 1R   | 1R   | 2R   | –    | 14-12 |

### Vrouwendubbelspel
| Toernooi        | 1983 | 1984 | 1985 | 1986 | 1987 | 1988 | 1989 | 1990 | 1991 | 1992 | 1993 | 1994 | 1995 | w-v   |
| --------------- | ---- | ---- | ---- | ---- | ---- | ---- | ---- | ---- | ---- | ---- | ---- | ---- | ---- | ----- |
| Australian Open | –    | –    | –    | g.t. | –    | 2R   | F    | F    | W    | KF   | HF   | F    | KF   | 32-7  |
| Roland Garros   | 2R   | –    | –    | –    | –    | –    | –    | –    | KF   | 2R   | 1R   | 3R   | HF   | 11-6  |
| Wimbledon       | 1R   | –    | 2R   | HF   | 2R   | 1R   | 3R   | HF   | 1R   | 3R   | 2R   | 3R   | 1R   | 17-12 |
| US Open         | 2R   | 1R   | 3R   | 3R   | 2R   | F    | 2R   | 3R   | 3R   | KF   | 3R   | KF   | –    | 24-12 |

### Gemengd dubbelspel
| Toernooi        | 1986 | 1987 | 1988 | 1989 | 1990 | 1991 | 1992 | 1993 | 1994 | 1995 | w-v |
| --------------- | ---- | ---- | ---- | ---- | ---- | ---- | ---- | ---- | ---- | ---- | --- |
| Australian Open | g.t. | –    | 2R   | KF   | 1R   | 2R   | 1R   | 1R   | 1R   | 1R   | 4-8 |
| Roland Garros   | –    | –    | –    | –    | –    | 2R   | 3R   | 2R   | 2R   | 1R   | 2-5 |
| Wimbledon       | 1R   | HF   | HF   | –    | –    | 1R   | 1R   | 1R   | 2R   | 1R   | 9-8 |
| US Open         | 1R   | KF   | 2R   | 2R   | 1R   | 2R   | KF   | 1R   | 2R   | –    | 8-9 |